# Рандалл (Вісконсин)
Рандалл (англ. Randall) — місто (англ. town) в США, в окрузі Кеноша штату Вісконсин. Населення — 3285 осіб (2020).

## Демографія
Згідно з переписом 2010 року, у місті мешкало 3180 осіб у 1163 домогосподарствах у складі 932 родин. Було 1536 помешкань
Расовий склад населення:
| - 98,1 % — білих - 0,4 % — азіатів - 0,2 % — корінних американців - 0,2 % — чорних або афроамериканців |

До двох чи більше рас належало 0,7 %. Частка іспаномовних становила 2,6 % від усіх жителів.
За віковим діапазоном населення розподілялося таким чином: 24,1 % — особи молодші 18 років, 63,1 % — особи у віці 18—64 років, 12,8 % — особи у віці 65 років та старші. Медіана віку мешканця становила 43,1 року. На 100 осіб жіночої статі у місті припадало 102,8 чоловіків;  на 100 жінок у віці від 18 років та старших — 101,8 чоловіків також старших 18 років.
Середній дохід на одне домашнє господарство  становив 97 346 доларів США (медіана — 82 425), а середній дохід на одну сім'ю — 100 389 доларів (медіана — 89 868). Медіана доходів становила 64 938 доларів для чоловіків та 52 188 доларів для жінок. За межею бідності перебувало 4,7 % осіб, у тому числі 7,1 % дітей у віці до 18 років та 4,6 % осіб у віці 65 років та старших.
Цивільне працевлаштоване населення становило 1800 осіб. Основні галузі зайнятості: виробництво — 21,2 %, освіта, охорона здоров'я та соціальна допомога — 16,9 %, роздрібна торгівля — 13,2 %, будівництво — 10,9 %.